# Chakra (U-Boot)
Die Chakra ist ein atomgetriebenes Jagd-U-Boot der indischen Marine. Sie gehört zur Baureihe des russischen Projekts 971, von der NATO als „Akula-Klasse“ bezeichnet, und diente, vor ihrer Aufnahme in die indische Marine, bis zum 29. Dezember 2011 als K-152 Nerpa (russisch К-152 Нерпа) in der russischen Marine.

## Bau
Das Schiff wurde am 31. Januar 1991 in die Bestandsliste der Seekriegsflotte aufgenommen und am 28. April 1992 als Jagd-U-Boot des Projektes 971 ausgewiesen. In der Amurer Schiffswerft (russisch Амурский судостроительный завод) in Komsomolsk am Amur verschweißten Schiffbauer die ersten Sektionen am 31. August 1993 – die Kiellegung der Baunummer 518, der späteren Nerpa. Entsprechend dem Befehl des Oberkommandos der Seekriegsflotte vom 13. April 1994 verlieh man dem U-Boot den Namen Nerpa (russisch Robbe) und das Boot bekam die taktische Nummer K-152. Am 4. Dezember desselben Jahres übernahm das Boot die Flagge von K-56 (Projekt 675).
Wegen Geldmangels wurde der Weiterbau von K-152 am 4. Dezember 1997 nach einigen Unterbrechungen komplett eingestellt. Erst am 30. Januar 2002 wurden die Arbeiten wieder aufgenommen. Zu diesem Zeitpunkt war das Boot zu 68 Prozent fertiggestellt. 2004 erfolgte die Umklassifizierung zum Projekt 971I. Nachdem ein russisches Rettungs-U-Boot der Pris-Klasse 2005 havarierte, wurde an Bord von K-152 eine modifizierte Rettungskapsel installiert. Außerdem bekam das Boot Feuerleitanlagen und Sonarsysteme, wie sie auch auf der K-335 Gepard (Projekt 971M, NATO: Akula II) installiert sind. Mitte des Jahres 2006 lief das Boot vom Stapel. Die Kosten des U-Bootes sollen nach dem Stand von 2007 rund 785 Millionen US-Dollar betragen haben.

## Historisches
K-152 ist das zweite russische U-Boot mit dem Namen Nerpa. Die erste Nerpa war ein U-Boot der Morsch-Klasse, welches am 28. September 1913 vom Stapel lief und 1914 in den Dienst der zaristischen Marine gestellt wurde. Es diente während des Ersten Weltkrieges im Schwarzen Meer, bis es 1917 zur Überholung in die Werft von Nikolajew kam. Die Arbeiten konnten wegen Ersatzteilmangel erst 1922 beendet werden und das Boot wurde am 3. Juni 1922 unter dem neuen Namen Politruk wieder in Dienst gestellt. Im Jahr 1923 wurde es Nr. 11 benannt und am 3. Dezember 1930 außer Dienst gestellt. Im Februar 1931 wurde es als Schrott verkauft. Eine russische Abwrackwerft, die speziell mit der Entsorgung und Instandsetzung von Atom-U-Booten beschäftigt ist, trägt den gleichen Namen und befindet sich in Sneschnogorsk auf der Halbinsel Kola.

## Erprobung
Die Erprobungsphase begann am 11. Juni 2008.
Nach Aussage eines Ingenieurs der Instandsetzungswerft für nuklearbetriebene U-Boote „Stern“ kam es im Sommer 2008 zu einer Fehlfunktion des Feuerlöschsystems, die Ingenieure der Testkommission hätten das Problem danach aber behoben. Ende Oktober 2008 lief K-152 Nerpa zu einer Testfahrt ins Japanische Meer aus. An Bord befanden sich nach offiziellen Angaben insgesamt 208 Personen, davon 81 russische Seeleute. Ein Besatzungsmitglied gab an, es hätten sich sogar 224 Personen an Bord befunden. Im Zusammenhang mit der vorgesehenen Nutzung des Bootes durch die indischen Seestreitkräfte erklärte deren Sprecher, Nirad Sinha, es hätten sich keine Inder an Bord befunden. Am 30. Oktober 2008 wurde die erste Tauchfahrt erfolgreich absolviert.
Am 8. November 2008 befand sich das U-Boot weiterhin im Japanischen Meer und löste um 20:30 UTC+9 unerwartet das Feuerlöschsystem LOCh (russ. ЛОХ, Лодочная Объемная Химическая защита / Transkription Lodotschnaja Objemnaja Chimitscheskaja saschtschita; dt.: chemischer Bootsraumschutz) aus und setzte in den beiden vorderen Sektionen Freon-Gas frei. Dadurch starben 21 Menschen, darunter 17 zivile Techniker, einschließlich des Leiters der Testkommission. 21 weitere Personen erlitten während des Vorfalls Vergiftungen. Nach dem Unfall kehrte die Nerpa zurück und legte am 9. November 2008 in Bolschoi Kamen an. Die Verletzten wurden an Bord des U-Bootabwehrschiffs Admiral Tributs (DD 552) aufgenommen und dann in Krankenhäuser in Wladiwostok und der Region Primorje eingeliefert.
K-152 Nerpa ist ausgestattet mit einer Feuerlöschanlage der kürzlich eingeführten dritten Generation, die bei Rauchentwicklung oder erhöhter Temperatur selbsttätig Freon-112 freisetzt. Der Vorsitzende des Sankt Petersburger Vereins der U-Boot-Fahrer, Kapitän zur See Igor Kurdin, erklärte, es sei bereits mehrfach zu Fehlfunktionen dieser Systeme gekommen und manche Kommandanten würden die Automatik deaktivieren. Laut russischen Angaben waren 220 tragbare Atemgeräte an Bord der Nerpa.
Am 13. November erklärte der Sprecher der Untersuchungskommission der russischen Generalstaatsanwaltschaft, Wladimir Markin, ein Matrose hätte gestanden, das Feuerlöschsystem grundlos und ohne Befehl aktiviert zu haben. Gegen ihn sei ein Ermittlungsverfahren wegen Totschlags eingeleitet worden, die Untersuchungskommission würde ihre Arbeit aber fortsetzen und die Rolle und mögliche Schuld anderer Personen prüfen. Bei der Untersuchung hätten sich keine Hinweise auf einen technischen Defekt des Feuerlöschsystems ergeben.
Die Sprecherin der Werft sagte am selben Tag gegenüber der russischen Presseagentur RIA Novosti, die Testfahrten sollten nach Abschluss der Ermittlungen und „aller technischer Maßnahmen“ mit den Überlebenden des Übergabeteams wieder aufgenommen werden. Die russische Seekriegsflotte stellte K-152 Nerpa am 28. Dezember 2009 in Dienst.

## Leasinggeschäft mit Indien
Internationale Verträge verbieten den Verkauf von Kernwaffenträgern, nicht jedoch deren Vermietung oder Leasing. Nach längeren Verhandlungen vereinbarten Russland und Indien 2004, während eines Indienbesuches durch den russischen Verteidigungsminister Iwanow, umfangreiche russische Waffenlieferungen an Indien, darunter ein Leasingprogramm, das zwei U-Boote und vier Langstreckenbomber Tupolew Tu-22M beinhaltete.
K-152 Nerpa sollte im Rahmen dieses Leasingprogramms für zehn Jahre an Indien übergeben werden, wofür Indien im Gegenzug 650 Millionen US-Dollar zahlen wollte. Die Übergabe des Bootes sollte am 15. August 2007 erfolgen. Die U-Boot-Werft, Amurski Sudostroitelny Zawod, verzögerte den Bau jedoch um zehn Monate und verlangte, den Preis auf insgesamt 785 Mio. US-Dollar zu erhöhen. Indien verweigerte die Mehrforderung und akzeptierte lediglich eine spätere Auslieferung, die nun am 15. Juni 2008 erfolgen sollte.
Der Termin wurde danach mehrfach verschoben:
- Zunächst auf Dezember 2009.[26]
- Im Juni 2010 auf Oktober oder November 2010[27]
- Im Oktober 2010 wurde bekannt, dass das Kommando über K-152 erst im März 2011 an die indische Marine übergeben werden sollte.[28]
- Mitte März 2011 wurde bekanntgegeben, die Übergabe finde vor Oktober 2011 statt.[29]
- Anfang Juli 2011 verschob sich der Termin abermals auf ein Datum „zum Jahresende“ 2011.[30]
- Im Oktober 2011 wurde in einem Artikel zur Zukunft der Armur-Werft der Transfertermin mit „Anfang 2012“ angegeben,[31] während nach einer offiziellen Verlautbarung der ursprüngliche Termin, Ende 2011, doch eingehalten werden sollte.[32]

Seinen Dienst in Indien soll K-152 unter dem Namen Chakra verrichten. Denselben Namen trug bereits zuvor ein russisches U-Boot, das an Indien verleast worden war: K-43, das zum Projekt 670 Skat gehörte.
Drei Besatzungen, insgesamt etwa 300 Mann, wurden in Russland in der Handhabung der U-Boote ausgebildet. Für die Ausbildung der indischen Seeleute wurde in Sosnowy Bor ein eigenes Trainingszentrum eingerichtet, das auch für die Besatzungen von zukünftigen in Indien gebauten U-Booten weiterverwendet werden soll.

## Im Dienst der indischen Marine

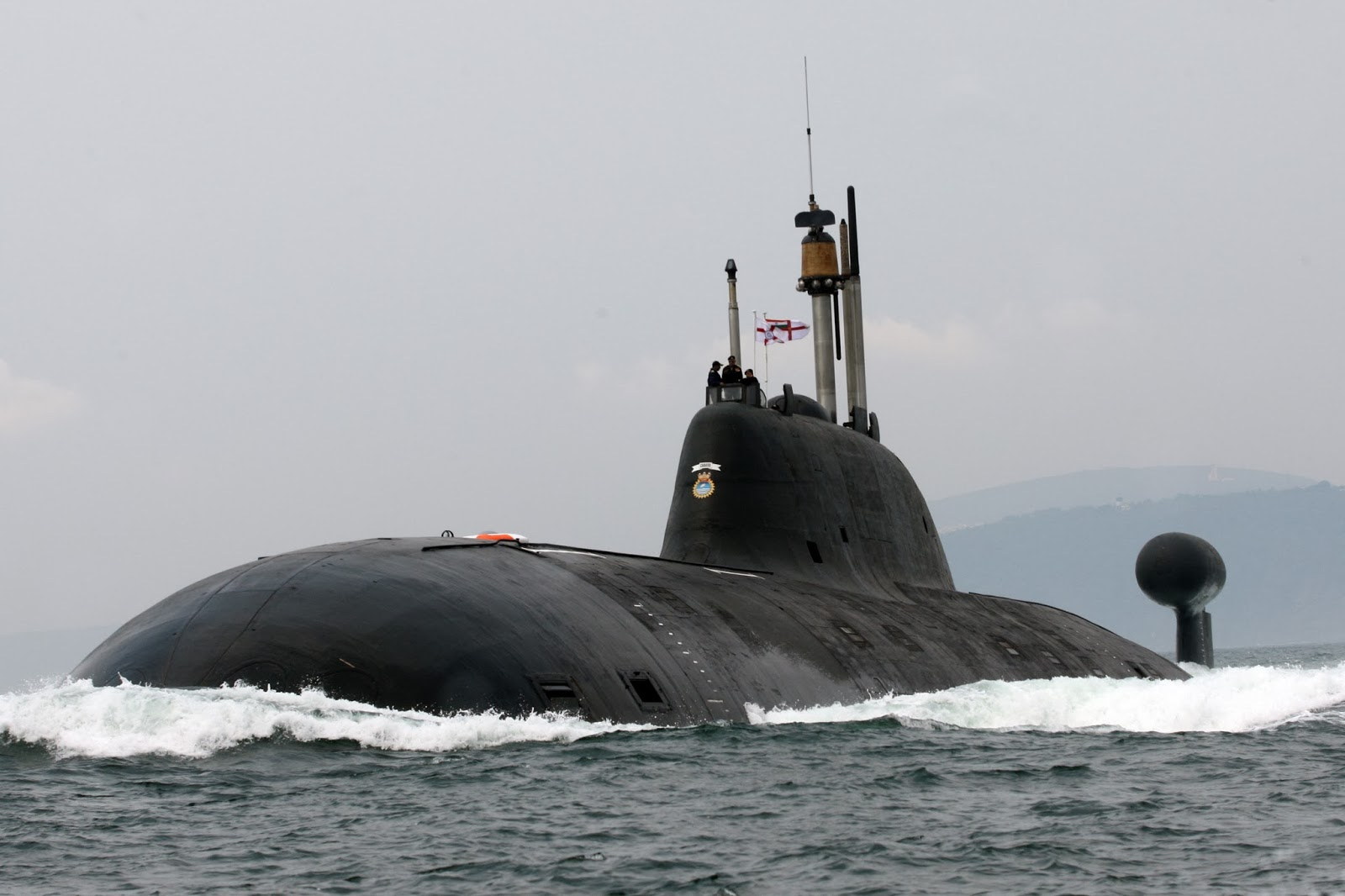
Die Chakra 2012

Die technische Abnahme der Nerpa wurde am 29. Dezember 2011 durch Unterzeichnung der entsprechenden Dokumente auf der Marinebasis in Bolschoi Kamen durch die indische Seite bestätigt. Die formelle Übergabe fand, im Rahmen einer Zeremonie, bei der die indische Flagge auf dem Boot gesetzt wurde, am 23. Januar 2012 in Bolschoi Kamen statt. Auf dem Boot wurde während der Zeremonie ein Schild mit Schriftzug „Chakra“ enthüllt. Es wurde weiterhin bestätigt, dass das Boot von russischer Seite nicht mit Marschflugkörpern mit Nuklearsprengköpfen ausgerüstet wurde, sondern lediglich den konventionellen Klub-S-Flugkörper einsetzen kann.